# 台灣十大土木史蹟
台灣十大土木史蹟，是2001年（民國90年）由中華民國（臺灣）的財團法人虞兆中基金會、中國工程師學會、中國土木水利工程學會、財團法人台灣營建研究院、台灣省土木技師公會、財團法人中興工程科技研究發展基金會等單位發起主辦「尋找台灣十大土木史蹟」徵選活動，2001年11月30日公告入選案例，包括一級古蹟淡水紅毛城、台北瑠公圳、新店溪上游水力發電設施、龍騰斷橋、阿里山森林鐵路、下淡水溪鐵橋、彰化扇形車庫、烏山頭水庫、日月潭水力發電工程、霧社大壩等。

## 活動目的
台灣早年興建的許多工程，在興建當時囿於環境、物資、機械的缺乏，而創下不少輝煌的歷史紀錄，並對台灣歷史文明與社會經濟發展，作出極大貢獻，許多工程至今仍持續貢獻社會，或者成為觀光景點，值得追思與參觀。推動此一活動並擔任評審的國立台灣大學總務長陳振川認為，「尋找台灣十大土木史蹟」徵選活動可以讓民眾瞭解這些台灣土木史蹟之多元與豐富內涵及保存活化之價值。

## 評審
主辦單位邀請台大城鄉所王鴻楷、中央研究院台灣史研究所籌備處黃蘭翔助理研究員、中國土木水利工程學會理事長李建中、台大土木系洪如江教授、中興科技基金會許如霖執行長、台灣省土木技師公會曾一平博士與台大總務長陳振川教授等七位合組成評選委員會等人組成評選委員會。

## 甄選條件
評選台灣十大土木史蹟的最基本要件是，建物的歷史最少要在卅年以上，評審委員並參酌網路調查、傳真票選資料與作品內涵加以選定。

## 頒獎
得獎史蹟作品與十大土木史蹟於2001年12月7日於國立台北科技大學舉行之中國土木水利工程學會九十年大會中展覽與頒獎表揚。

## 提名與獲獎名單
獲獎者以加粗字體顯示：
| 名稱                   | 圖片 | 啟用年代 | 類型                    |
| ---------------------- | ---- | -------- | ----------------------- |
| 淡水紅毛城             |      | 1646年   | 建築                    |
| 瑠公圳                 |      | 1740年   | 水道工程                |
| 新店溪上游水力發電設施 |      | 1909年   | 電力工程                |
| 龍騰斷橋               |      | 1907年   | 交通運輸工程 - 鐵道工程 |
| 阿里山森林鐵路         |      | 1912年   | 交通運輸工程 - 鐵道工程 |
| 下淡水溪鐵橋           |      | 1914年   | 交通運輸工程 - 鐵道工程 |
| 彰化扇形車庫           |      | 1922年   | 交通運輸工程 - 鐵道工程 |
| 烏山頭水庫             |      | 1930年   | 水壩工程                |
| 日月潭水力發電工程     |      | 1934年   | 電力工程                |
| 霧社大壩               |      | 1960年   | 水壩工程                |
| 大安溪桁架橋           |      | 1907年   | 交通運輸工程 - 鐵道工程 |
| 勝興車站               |      | 1906年   | 交通運輸工程 - 鐵道工程 |
| 集集車站               |      | 1922年   | 交通運輸工程 - 鐵道工程 |
| 宜蘭線隧道工程         |      | 1924年   | 交通運輸工程 - 鐵道工程 |
| 蓬萊吊橋               |      | 1953年   | 交通運輸工程 - 道路工程 |
| 坪林尾橋               |      | 1910年   | 交通運輸工程 - 道路工程 |
| 糯米橋                 |      | 1940年   | 交通運輸工程 - 道路工程 |
| 淡水水上機場           |      | 1937年   | 交通運輸工程 - 航空工程 |
| 北部火力發電廠         |      | 1940年   | 電力工程                |
| 天送埤水力發電廠       |      | 1922年   | 電力工程                |
| 白冷圳                 |      | 1932年   | 水道工程                |
| 台北水源地唧筒室       |      | 1908年   | 水道工程                |
| 月眉糖廠               |      | 1909年   | 產業工廠 - 製糖工廠     |
| 橋頭糖廠               |      | 1902年   | 產業工廠 - 製糖工廠     |
| 台灣水泥高雄廠         |      | 1917年   | 產業工廠 - 水泥廠       |
| 彰化銀行台中總行       |      | 1938年   | 建築                    |
| 滬尾砲台               |      | 1886年   | 軍事設施                |